# Heike Kemmer
Heike Kemmer (ur. 24 kwietnia 1962 w Berlinie), niemiecka jeźdźczyni sportowa, wielokrotna medalistka olimpijska. 

## Kariera sportowa
Startuje w ujeżdżeniu. Od wielu lat należy do niemieckiej czołówki w tej konkurencji, jednak do kadry awansowała na stałe dopiero w XXI wieku. Była rezerwową na IO w Sydney, na kolejnych dwóch igrzyskach już startowała i zdobyła dwa złote medale w drużynie, w Pekinie dorzucając brąz w rywalizacji indywidualnej. Największe sukcesy odnosi na koniu Bonaparte.

## Starty olimpijskie
Ateny 2004
- konkurs drużynowy (Bonaparte) - złoto

Pekin 2008
- konkurs drużynowy (Bonaparte) - złoto
- konkurs indywidualny (Bonaparte) - brąz